# The Brothers (film 1909)
The Brothers è un cortometraggio muto del 1909. Il nome del regista non viene riportato nei credit.

## Produzione
Il film fu prodotto dalla Essanay Film Manufacturing Company.

## Distribuzione
Il film - un cortometraggio di una bobina conosciuto anche con il titolo The Two Brothers - uscì nelle sale cinematografiche USA il 29 settembre 1909.